# Andrea Bosic
Andrea Bosic (szül. Ignac Andrej Božič) (Gomilsko, 1919. augusztus 15. – Bologna, 2012. január 8.) olasz színész.
Pályájának csúcsa az 1960-as és 70-es évekre esik, a kor zsánerfilmjeinek, a spagettiwesterneknek, krimiknek és mitológiai filmeknek volt szereplője.

## Élete és pályafutása
A szlovén nemzetiségű Bosic szülőhelyét a legtöbb adat tévesen Maribor városának jelöli meg. Bosic egy Gomilsko nevű faluban született, ami viszont a szlovéniai Velenje és Celje városokhoz esik közel. 1940-ben vándorolt ki Jugoszláviából Olaszországba. Rómában az Accademia nazionale d'arte drammaticá-nak tanult hivatásos színésznek és 1945-ben megszerezte a diplomáját. Pályafutását Anna Magnani színtársulatánál kezdte. Később átkerült Milánóba a Piccolo Teatro di Milanó-hoz. 1952-ben Milánóban a Hamlet egyik előadásán is szerepet kapott.
1956-ban szerződött a RAI-hoz, ahol komédiákban, drámákban, illetve olykor rádiójátékokban lépett fel. 1951-től filmezett is, ahol majdnem minden akkori műfajban felbukkant, de kizárólag mellékszereplőként, míg munkatársai olykor világsztárok voltak (Sophia Loren, Kirk Douglas, Jack Palance, Stephen Boyd, Giuliano Gemma). Az 1980-as évektől csökkent az aktivitása. 1985-ben nyugdíjba vonult és Bolognában, a színművészek számára fenntartott idősek otthonában élt tovább.

## Filmszerepei
- Két éjszaka Kleopátrával (Due notti con Cleopatra), 1954
- Odüsszeusz (Ulisse), 1954
- A hódító kardja (Rosmunda e Alboino), 1961
- Császári Vénusz (Venere imperiale), 1962
- Sandokan (1963)
- A bosszú lándzsája (Genoveffa di Brabante), 1964
- Arizona Colt, 1966
- Az élethez túl sok (Troppo per vivere… poco per morire), 1967
- Az erőszak napjai (I giorni della violenza), 1967
- A harag napjai (Il giorni dell'ira), 1967
- Darázsfészek (Hornets' Nest), 1970
- A nagy csata (Il grande attacco), 1978